# Patryk Łaba
 (novembre 2022).
Patryk Łaba est un joueur polonais de volley-ball né le 30 juillet 1991 à Jasło (Voïvodie des Basses-Carpates). Il joue réceptionneur-attaquant.
Il est diplômé en mécanique et génie mécanique. En 2015, il obtient un diplôme d'ingénieur à École des Mines et de la Métallurgie de Cracovie.

## Palmarès

### Clubs
Championnat de Pologne D2:
- 2021

### Distinctions individuelles
- 2020: MVP Championnat de Pologne D2 dans la saison 2019/2020